# Demòdoc (diàleg)
Demòdoc és un pretès diàleg de Plató. El diàleg existeix i es va incloure en l'edició Stephanus, publicada a Ginebra el 1578. Avui en dia es considera una invenció d'un retòric o sofista.
Sembla ser una combinació de dos treballs separats. La primera part és un monòleg (adreçat a Demòdoc), que argumenta en contra de la decisió col·lectiva. A continuació, figura una trilogia de diàlegs (amb participants anònims) que plantegen tres elements de dubte en contra del sentit comú.